# Woolworths (azienda)
Woolworths Limited è un'azienda australiana con negozi al dettaglio in Australia e Nuova Zelanda, la più grande nei due paesi per capitalizzazione di mercato e vendite. È anche il più grande rivenditore di cibo al dettaglio d'Australia, e il secondo più grande in Nuova Zelanda (19º al mondo). Inoltre è il più grande dettagliante di liquori, l'operatore più grande di videopoker e alberghiero.